# Gravatá (Pernambuco)
Gravatá é um município brasileiro do estado de Pernambuco. Está a uma altitude de 447 metros e distante 84 km da capital Recife.

## História
O município de Gravatá teve origens numa fazenda, em 1808, pertencente a José Justino Carreiro de Miranda, local esse que servia como hospedagem para os viajantes que iam comercializar o açúcar e a carne bovina, principais produtos da época, que eram levados em embarcações do Recife até o interior para as cidades de Caruaru, Pesqueira, Arcoverde, entre outras cidades do agreste e sertão pernambucanos. Como a navegação pelo rio Ipojuca era difícil, os comerciantes eram obrigados a fazer paradas estratégicas para evitar também que o gado perdesse peso.

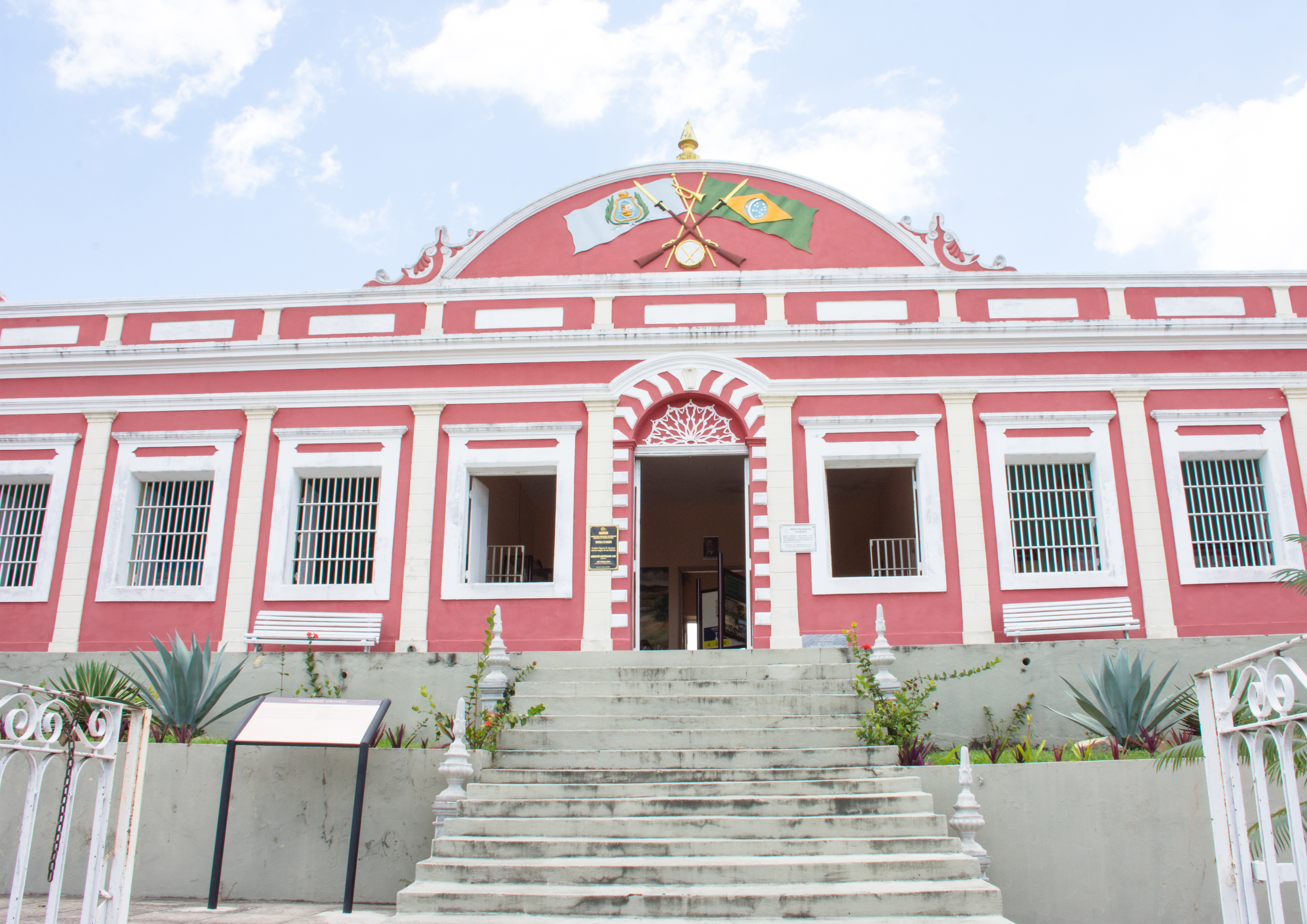
Museu Memorial de Gravatá.

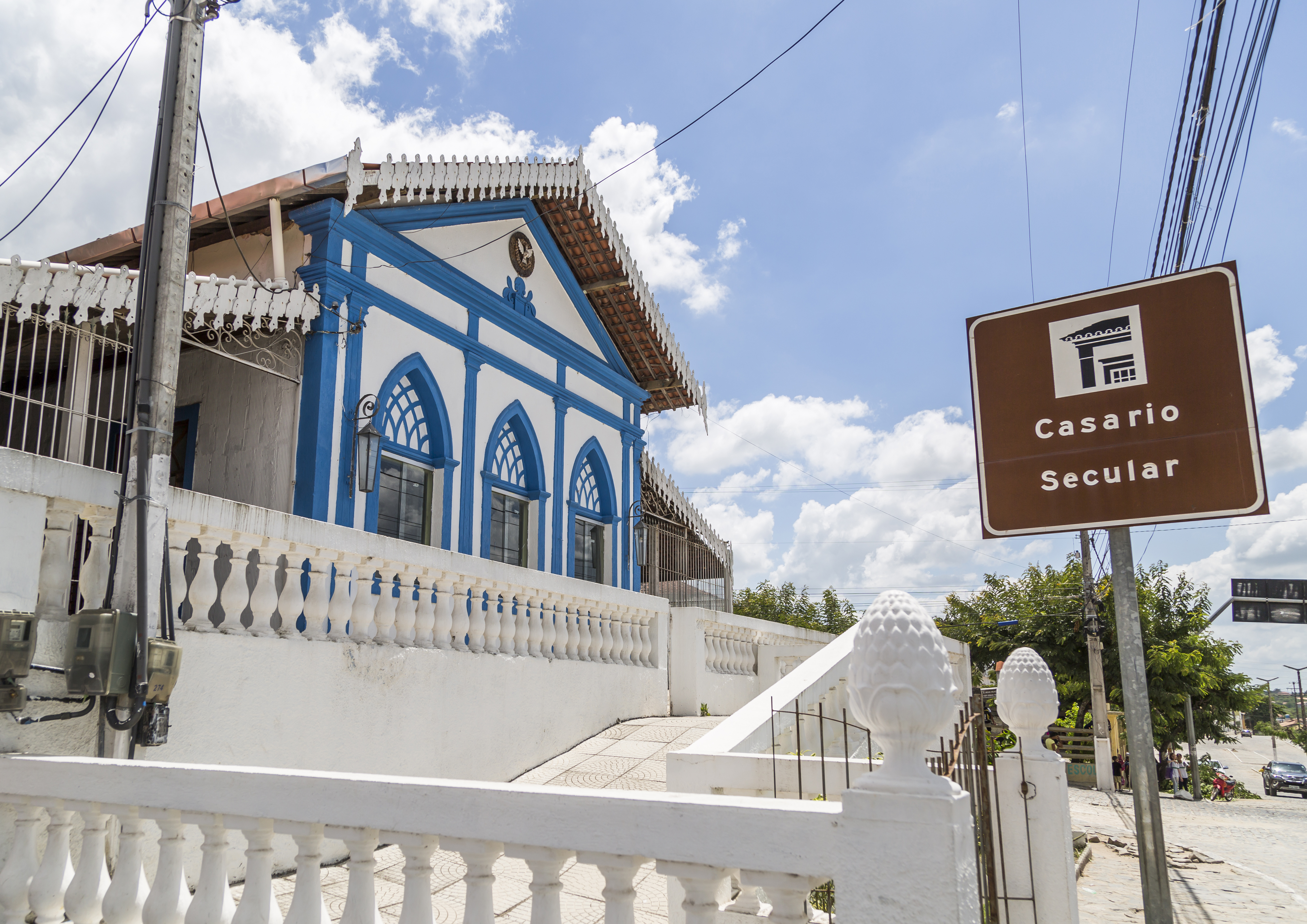
Casario Histórico em Gravatá.

Uma dessas paradas ficou conhecida como Crauatá, denominação, que deriva do tupi Karawatã ("mato que fura"), por conta da predominância de uma planta do gênero da família das bromélias, também chamada caraguatá, caroatá, caroá e gravatá.
Foi nos fins do século XVIII - 1797 ou princípios de 1798 que José Justino Carreiro de Miranda, capitão de ordenanças, tomou posse da Fazenda Gravatá que, por muito tempo, serviu de hospedagem para viajantes e, como consequência natural, surgiram dois arruados, um em cada margem do rio, junto à fundação dos sítios Caboclo e Pedra Branca, depois adquiridos pelas famílias Pessoa e Lins, essa última também fundadora do Engenho Republicano, em Amaraji.
Entre os principais moradores de Gravatá à época de sua fundação estavam o Capitão Gonçalo José de Melo, José Cavalcanti de Almeida, o Tenente Manuel Gonçalves da Silva, o Capitão Antônio José de Santiago Correia, comandante das ordenanças, e o Capitão Manuel Jácome Bezerra, irmão do Vigário Jerônimo de Brito Bezerra.
Em 1816 iniciou-se a construção de uma capela dedicada a Sant'Ana que, em 1822 provavelmente em 26 de Julho, dedicado pela Igreja Católica a Sant'Ana, seria concluída pelo filho do Capitão José Justino Carreiro de Miranda, o Alferes Félix Justino Carreiro de Miranda. Em seguida, as terras foram divididas em 100 lotes e vendidas aos moradores, dando início ao povoado de Gravatá, sendo um distrito do município de Bezerros.
Finalmente no dia 25 de Maio de 1857, 35 anos de pois da inauguração da capela, pela Lei Provincial 422 foi a povoação elevada a Freguesia de Gravatá. Foi o primeiro vigário encomendado da nova freguesia o padre Joaquim da Cunha Cavalcanti, sendo feito o registro competente no Livro 1 de Casamentos desse ano. No Termo de Abertura está o nome do provisor Francisco José Tavares da Gama e a data de 7 de Setembro de 1857, quando chegou o padre interino. A inscrição datal da paróquia foi feita com solenidade no mesmo dia da chegada do tonsurado, da fundação efetiva do grande sonho dos católicos gravataenses. Na ocasião foi levado a efeito o primeiro batizado oficial destas terras.Foi do parvolo José, nascido no mês de julho desse ano e filho legítimo de Firmino José e Maria da Conceição. Vinte dias mais tarde, a 27 do dito mês, verificava-se o primeiro casamento, que foi,conforme documento do ato, realizado "no oratório privado do engenho "Penon", e oficiado pelo padre Francisco Seabra d'Andrade,- com certeza convidado de outra paroquia - sendo os noivos Manuel Tomás da Silva e Inez Francisca Lisboa. Um dos seus tataranetos dos Cablocos Nordestinos e Tupi-Guarani o Sr. Firmino José e de Dona Maria da Conceição é o Jornalista Carlos Amaro Gomes, residente na cidade do Ipojuca/PE e sua família participou da formação da cidade, no litoral sul de Pernambuco, na década de 60.
Em 13 de junho de 1884, a sede do município foi elevada à categoria de cidade (Lei Provincial nº 1.805), porém sua emancipação política só veio a ocorrer após a Proclamação da República, pela Lei Orgânica dos Município, de 15 de março de 1893, quando a cidade adquiriu sua autonomia municipal e elegeu o seu primeiro prefeito, Antônio Avelino do Rego Barros.
No final do século XIX, com a inauguração da Ferrovia Great Western Railways, ligando o Recife ao sertão pernambucano, a cidade tomou considerável impulso e, aos poucos, foi definida sua vocação para o turismo, sobretudo com a construção da BR-232, em 1950, o que permitiu um melhor acesso, encurtando o tempo de viagem e vencendo o desafio da Serra das Russas. Atualmente comemora a emancipação do município no dia 15 de março.

## Geografia

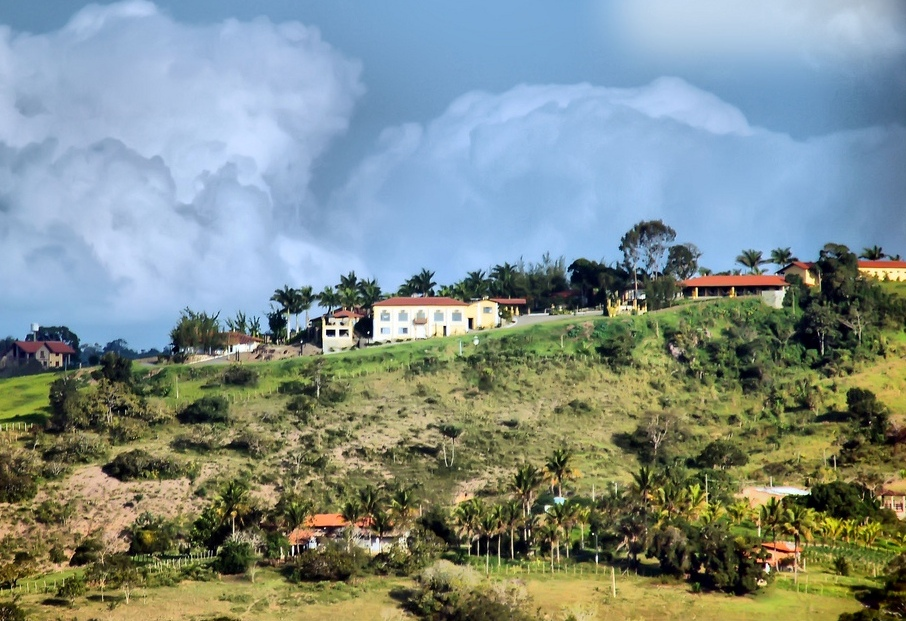
Relevo acidentado em Gravatá.

Composto por três distritos (Gravatá, Mandacaru e Uruçu-mirim), o município de Gravatá encontra-se a 81 km da capital pernambucana, Recife. Sua população, conforme estimativas do IBGE de 2022, era de 86 516 habitantes, distribuídos em uma área de 507,360 km². Em época de festividades como o São João e em feriados, muitos habitantes da Região Metropolitana do Recife (RMR) viajam para Gravatá, fazendo com que a quantidade de pessoas na cidade aumente momentaneamente.
A cidade está situada às margens do Planalto da Borborema onde ergue-se através dos contrafortes da Serra das Russas ao leste, e sua altitude média é de 447m. Tendo picos, que ultrapassam esta, como na Serra do Maroto, no Alto do Cruzeiro etc. Seu relevo é acidentado, formado por falésias (falhas geológicas, provocadas pela erosão continuada de anos), tendo algumas regiões planas, em especial, as que margeiam o Rio Ipojuca.

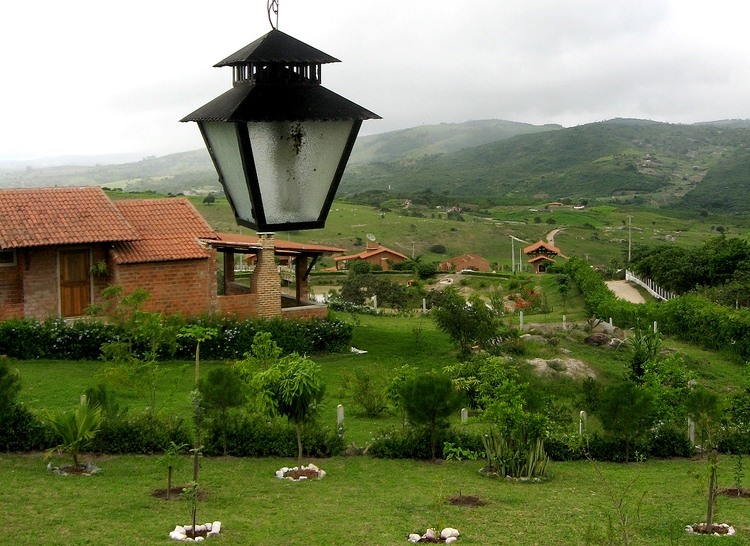
Gravatá possui clima ameno por estar localizada no Planalto da Borborema.

Por ser uma região de transição entre o Sertão e a Zona da Mata, podem ser encontrados diversos exemplares tanto da Mata Atlântica, quanto da Caatinga. Enfim a vegetação da cidade é composta pela caatinga, formada por plantas caducifólias (que perdem as folhas devido aos fatores físicos externos, por exemplo, baixas temperaturas, falta de umidade etc.), plantas xerófilas (plantas com capacidade de armazenar água, e que possuem folhas especiais, com uma espessa camada de ceras [lipídios], que impedem/minimizam a evaporação) e  plantas hiperxerófilas, e por plantas da mata atlântica.
O município está inserido na bacia do rio Ipojuca e do rio Capibaribe, além do rio Amaraji.
O clima de Gravatá é considerado semiárido (tipo Bsh na classificação climática de Köppen-Geiger), com influência da Serra das Russas, que, devido à sua altitude, provoca chuvas orográficas, impedindo chuvas mais abundantes no município. A temperatura média anual de 22 °C, com mínimas chegando a 15 °C nos meses mais frios, enquanto na época mais quente as temperaturas máximas podem chegar próximas de 30 °C. A precipitação média anual é de apenas 563 milímetros (mm), sendo junho o mês de maior precipitação.
| Dados climatológicos para Gravatá (1991-2020)      | Dados climatológicos para Gravatá (1991-2020) | Dados climatológicos para Gravatá (1991-2020) | Dados climatológicos para Gravatá (1991-2020) | Dados climatológicos para Gravatá (1991-2020) | Dados climatológicos para Gravatá (1991-2020) | Dados climatológicos para Gravatá (1991-2020) | Dados climatológicos para Gravatá (1991-2020) | Dados climatológicos para Gravatá (1991-2020) | Dados climatológicos para Gravatá (1991-2020) | Dados climatológicos para Gravatá (1991-2020) | Dados climatológicos para Gravatá (1991-2020) | Dados climatológicos para Gravatá (1991-2020) | Dados climatológicos para Gravatá (1991-2020) |
| Mês                                                | Jan                                           | Fev                                           | Mar                                           | Abr                                           | Mai                                           | Jun                                           | Jul                                           | Ago                                           | Set                                           | Out                                           | Nov                                           | Dez                                           | Ano                                           |
| -------------------------------------------------- | --------------------------------------------- | --------------------------------------------- | --------------------------------------------- | --------------------------------------------- | --------------------------------------------- | --------------------------------------------- | --------------------------------------------- | --------------------------------------------- | --------------------------------------------- | --------------------------------------------- | --------------------------------------------- | --------------------------------------------- | --------------------------------------------- |
| Precipitação (mm)                                  | 40                                            | 40,5                                          | 49                                            | 50,9                                          | 73,8                                          | 117,4                                         | 79,9                                          | 43,7                                          | 21,8                                          | 15,2                                          | 10,7                                          | 19,7                                          | 562,6                                         |
| Dias com precipitação                              | 4                                             | 4                                             | 6                                             | 7                                             | 8                                             | 11                                            | 11                                            | 8                                             | 4                                             | 3                                             | 2                                             | 3                                             | 71                                            |
| Fonte: Atlas Climatológico do Estado de Pernambuco |                                               |                                               |                                               |                                               |                                               |                                               |                                               |                                               |                                               |                                               |                                               |                                               |                                               |

## Política
Após a Proclamação da República, em 1889, foram nomeados interventores não-eleitos para o município, com a mesma função de prefeito. Foram eles:
Major Manuel Honorato Florum Rios, Coronel Antônio Avelino do Rego Barros, Coronel Josino Bezerra de Vasconcelos Torres e Major Manuel Bezerra de Siqueira Ramos.
O atual prefeito é Joselito Gomes (PSB, 2021 – 2024).
Esta é a lista de prefeitos do município.
- Antônio Avelino do Rego Barros (1898/1902).
- José Bezerra do Rego Barros (1903/1907).
- Joaquim Didier do Rego Maciel (1908/1913 – 1917/1919).
- Possidônio Ponce do Rego Barros (1914/1916).
- Francisco Galdino Chaves (1920/1922 – vice).
- José Alves Varella (1920/1922 – 1926/1928).
- Rodolfo Coelho de Moraes (1923/1925).
- Antônio Avelino da Silva (1929/1932).
- Aarão Lins de Andrade (não tomou faleceu em 04/1936).
- Isaltino Edgar de Lemos Poggi (1937 – vice).
- Athenógenes Costa de Oliveira (1948/1951).
- Devaldo Borges Alheiros Dias (1951/1954).
- Aarão Lins de Andrade Filho (1955/1958).
- João Noberto Regalado (1959/1963).
- Aarão Lins de Andrade Filho (1964/1968).
- Paulo da Veiga Pessoa (1969/1972).
- Aarão Lins de Andrade Filho (1973/1976).
- Cônego Paulo Cremildo Batista de Oliveira (1977/1982).
- José Emídio Fernandes (1983/1985 – morreu durante o mandato).
- Arnaldo Pereira de Lucena (vice – substituto 24/08/1985 a 31/12/1988).
- Chucre Mussa Zarzar (1989/1992).
- Luís Alves de Oliveira (1993/1996).
- Silas Salgado da Silva (1997/2000).
- Aluízio José de Lorena (vice – substituto 06/2000 a 21/12/2000).
- Sebastião Galvão Martiniano Lins (2001 – morreu durante o mandato).
- Joaquim Neto de Andrade Silva (vice – substituto 05/2002 a 31/12/2004).
- Joaquim Neto de Andrade Silva (2005/2008).
- Ozano Brito Valença (2009/2012).
- Bruno Coutinho Martiniano Lins (2013/2015)
- Interventor Mário Cavalcanti (18/11/2015 a 31/12/2016).
- Joaquim Neto de Andrade Silva (2017/2020)